# Jonathan Jones (atleet)
Jonathan Jones (6 februari 1999) is een Barbadiaans sprinter. Hij nam eenmaal deel aan de Olympische Spelen en behaalde hierbij geen medailles.

## Biografie
In 2021 nam Jones deel aan de uitgestelde Olympische Spelen van 2020 in Tokio. Op de 400 meter eindigde hij in de derde halve finale op de achtste plaats, waarmee hij zich niet kon plaatsen voor de finale. In 2022  kon hij zich kwalificeren voor de finale van de 400 meter op de WK. In deze finale eindigde hij op de achtste plaats. Op de Gemenebestspelen van 2022 liep Jones naar de bronzen medaille.

## Titels
- Barbadiaans kampioen 400 m - 2019
- Barbadiaans kampioen 1500 m - 2017

## Persoonlijke records

### Outdoor
| Afstand | Prestatie    | Datum           | Plaats        |
| ------- | ------------ | --------------- | ------------- |
| 200 m   | 21,16 s      | 30 april 2021   | Austin        |
| 300 m   | 33,73 s      | 13 januari 2018 | Saint Michael |
| 400 m   | 44,43 s (NR) | 15 mei 2022     | Lubbock       |
| 800 m   | 1.45,83 (NR) | 24 maart 2022   | Austin        |
| 1500 m  | 3.55,08      | 24 juni 2017    | Saint Michael |

### Indoor
| Afstand | Prestatie | Datum            | Plaats      |
| ------- | --------- | ---------------- | ----------- |
| 200 m   | 21,08 s   | 16 januari 2021  | Lubbock     |
| 400 m   | 45,38 s   | 8 februari 2019  | Lubbock     |
| 600 m   | 1.15,12   | 4 februari 2022  | Albuquerque |
| 800 m   | 1.46,93   | 12 februari 2022 | Clemson     |

## Palmares

### 400 m
- 2019: 5e Pan-Amerikaanse Spelen - 45,35 s
- 2021: 8e in ½ fin. OS - 45,61 s
- 2022: 8e WK - 46,13 s
- 2022:  Gemenebestspelen - 44,89 s

Diamond League-podiumplaatsen
- 2019:  Müller Anniversary Games - 44,63 s

### 4 x 400 m
- 2022: 4e Gemenebestspelen - 3.03,92